# Movimento de não-cooperação (Bangladesh)
O Movimento de Não-Cooperação, também conhecido como Movimento de Um Ponto, é um protesto contínuo contra o governo de Bangladesh, iniciado no contexto do movimento de reforma das cotas de Bangladesh em 2024. A única exigência deste movimento é a renúncia da Primeira-Ministra Sheikh Hasina e do seu gabinete.
Embora inicialmente focado na reforma das quotas para empregos públicos, o movimento evoluiu para uma revolta antigovernamental em massa após a morte de vários manifestantes. O movimento também foi impulsionado por diversas questões socioeconômicas e políticas em curso, incluindo a má gestão da economia nacional pelo governo, a corrupção generalizada entre funcionários públicos, violações dos direitos humanos, o enfraquecimento da soberania nacional sob a liderança de Sheikh Hasina e o crescente autoritarismo.
Em 3 de agosto de 2024, os coordenadores do Movimento Estudantil Antidiscriminação anunciaram a exigência de um ponto para a demissão da Primeira-Ministra e apelaram à “não-cooperação abrangente”. No dia seguinte, eclodiram confrontos violentos, resultando na morte de 97 pessoas, incluindo estudantes. Os coordenadores convocaram uma marcha para Dhaka, com o objetivo de forçar a renúncia de Sheikh Hasina em 5 de agosto. Naquele dia, uma grande multidão de manifestantes percorreu a capital. Às 14h30 BST (8h30 GMT), Sheikh Hasina renunciou e fugiu com sua irmã para a Índia, sua maior aliada. Ela desembarcou em Agartala, capital do estado de Tripura, no nordeste da Índia, onde recebeu passagem segura.

## Contexto
Durante o movimento de reforma das quotas em 2024, os participantes — especialmente estudantes — enfrentaram resistência, detenções em massa e inúmeras mortes e feridos pela polícia e de outras forças de segurança . Seis coordenadores do movimento inicial de reforma das quotas também foram detidos. Estes acontecimentos e o autoritarismo alimentaram a insatisfação contra o governo. Na manhã de 3 de agosto, um dos coordenadores do movimento, Asif Mahmud, afirmou num post no Facebook que iriam iniciar um "movimento de não-cooperação" contra o governo, dizendo que seria semelhante ao de "Março de 71". À tarde, a Primeira-Ministra Hasina propôs discussões com os manifestantes, afirmando que “As portas de Ganabhaban (residência oficial do Primeiro-Ministro) estão abertas”.
Anteriormente, o Movimento Estudantil Antidiscriminação convocou manifestações de um dia inteiro em 3 de agosto. Após os protestos, estudantes e pessoas comuns reuniram-se na área do Central Shaheed Minar, com marchas de protesto partindo de diferentes partes de Dhaka. Por volta das 17h30, Nahid Islam, um dos coordenadores, dirigiu-se à multidão reunida em Shaheed Minar e anunciou que a exigência exclusiva do movimento era a renúncia da primeira-ministra Sheikh Hasina e do seu gabinete, apelando a um movimento abrangente de não-cooperação a partir de 4 de agosto. Ele também anunciou que não tinham planos de negociar com o governo, acrescentando que "fomos forçados a aceitar a oferta de conversar com a primeira-ministra, mas protestamos contra esta proposta fazendo greve de fome sob custódia do DB".

## Renúncia de Sheikh Hasina
Em 5 de agosto de 2024, por volta das 15h00 BST (9h00 GMT), a primeira-ministra Hasina renunciou e fugiu do país com sua irmã, Sheikh Rehana para a Índia, a maior aliada de Hasina, chegando em Delhi via Agartala. Embora pretendesse gravar um discurso, não teve oportunidade de fazê-lo. Depois de renunciar ao cargo, Hasina fugiu do país de helicóptero.
Segundo relatos, a internet banda larga foi restaurada por volta das 13h00 BST, e o acesso à internet celular após as 14h00 BST, embora o acesso às plataformas de mídia social permanecesse suspenso. O Chefe do Estado-Maior do Exército, Waker-uz-Zaman, reuniu-se com os representantes do Partido Nacionalista do Bangladesh, do Partido Jatiya (Ershad) e do Jamaat-e-Islami e apelou à criação de um governo interino dentro de 48 horas, excluindo a Liga Popular do Bangladesh.
Por volta das 15h00 BST, os manifestantes invadiram os portões do Ganabhaban e entraram na residência do primeiro-ministro saqueando, vandalizando e destruindo vários itens, incluindo móveis. Eles vasculharam os arquivos do escritório e sentaram-se na cama e na cadeira dela para tirar selfies. Os manifestantes também levaram a mala luxuosa de Hasina e seus sáris.
Foi relatado que a primeira-ministra Sheikh Hasina e sua irmã partiram de uma base da Força Aérea de Bangladesh em Kurmitola por volta das 14h25 BST. Relatórios iniciais sugeriam que o voo de Hasina, com o indicativo AJAX1431, pousaria em Agartala, no estado indiano de Tripura. AJAX1431 desligou seu transponder por volta das 17h00, horário local, sobre Lucknow, impedindo seu rastreamento. Logo depois, foi relatado que ela pousou na Estação da Força Aérea de Hindan, em Ghaziabad, nos arredores da capital indiana, Nova Deli. O Conselheiro de Segurança Nacional da Índia, Ajit Doval, teria se encontrado com Hasina e sua comitiva na Base Aérea de Hindan.
Durante o voo, o Flightradar24 informou que a aeronave de Hasina foi, em determinado momento, o voo mais rastreado em todo o mundo, com outras aeronaves civis partindo e chegando ao Aeroporto Internacional Hazrat Shahjalal em Dhaka também sendo altamente monitoradas. Espera-se que ela siga para Londres para garantir sua passagem segura.